# Retrato de mujer con hombre al fondo
Retrato de mujer con hombre al fondo es una película española de 1997. Dirigida por Manane Rodríguez, es un drama protagonizado por Paulina Gálvez, Bruno Squarcia, Pedro Miguel Martínez y Myriam Mézières.

## Sinopsis
Cristina es una abogada independiente y exitosa. Dispone de un amante estable, aunque no irreemplazable. No obstante, su actitud segura comenzará a debilitarse al sentirse atraída por un cliente de cuyo divorcio se ha de encargar.

## Protagonistas
- Paulina Gálvez (Cristina)
- Bruno Squarcia
- Pedro Miguel Martínez
- Myriam Mézières
- Ginés García Millán
- Margarita Musto

## Premios
- Premios Goya (1997): nominada a actriz revelación (Paulina Gálvez).[2]